# Louis Jacolliot
Louis Jacolliot est un écrivain français, né le 31 octobre 1837 à Charolles (Saône-et-Loire) et décédé le 30 octobre 1890 à Saint-Thibault-des-Vignes (Seine-et-Marne).

## Biographie
Louis Jacolliot fut d’abord avocat, puis juge en Inde et à Tahiti (1865-1869). Il vécut dans d'autres pays d'Asie. Il a écrit de nombreux articles sur la culture indienne ainsi que des romans souvent publiés en feuilleton dans le Journal des voyages. 
Au cours de son séjour en Inde où il fut président de tribunal du 30 novembre 1865 au 1er mars 1868, il recueillit des mythes sanscrits, qu'il popularisa par la suite. Entre autres choses, il affirma que les écrits hindous (ou tablettes sanscrites non spécifiées) racontaient l'histoire d'une terre appelée Rutas, engloutie dans l'océan Indien. Toutefois, il plaça ce continent perdu dans l'océan Pacifique et le relia au mythe de l'Atlantide. Sa découverte de Rutas présente des similitudes avec l'histoire du continent perdu de Mu.
Ses œuvres sont seulement citées dans le livre de Helena Blavatsky, Isis dévoilée, mais il a également influencé ses spéculations sur la Lémurie.
C'est dans son ouvrage Les Fils de Dieu qu'apparaît pour la première fois le nom d'Asgartha.
Parmi les œuvres de Jacolliot, figure une traduction de la Manu Smriti, qui a été jugée non fiable par de nombreux savants, dont Ann-Marie Etter. Le linguiste Julien Vinson est également très critique et juge que la durée du séjour en Inde – seulement trois ans – rend impossible qu'il ait pu apprendre non seulement le sanskrit et le tamoul, mais aussi l'histoire, la culture et la mythologie indiennes.
Ses théories sur les origines hindoues du christianisme exposées dans La Bible dans l'Inde, ou la Vie de Iezeus Christna (1869) et Christna et le Christ (1874) furent démontées point par point par l'orientaliste belge Charles de Harlez et l'indianiste français Paul Regnaud.
Louis Jacolliot fut maire de Saint-Thibault-des-Vignes de 1887 à 1890 et mourut au cours de son mandat.

## Œuvres
- 1868 : La Devadassi
- 1869 : La Bible dans l'Inde, ou la Vie de Iezeus Christna
- 1873 : Les Fils de Dieu
- 1874 : Christna et le Christ
- 1874 : Histoire des Vierges. Les Peuples et les continents disparus
- 1875 (ou 1879) : La Genèse de l'Humanité. Fétichisme, polythéisme, monothéisme
- 1875 : Le Spiritisme dans le monde. L'initiation et les sciences occultes dans l'Inde et chez tous les peuples de l'Antiquité
- 1876 : Les Traditions indo-asiatiques
- 1876 : Les Traditions indo-européennes et africaines
- 1876 : Le Pariah dans l'Humanité
- 1876 : Les Législateurs religieux : Manou, Moïse, Mahomet
- 1877 : La Femme dans l'Inde
- 1877 : Rois, prêtres et castes
- 1881 : L'Olympe brahmanique. La mythologie de Manou
- 1904 : Fakirs et bayadères
- 1873 : Voyage au pays des Bayadères
- 1874 : Voyage au pays des perles I
- 1876 : Voyage au pays des éléphants II
- 1877 : Second voyage au pays des éléphants III
- 1875 : Voyage aux ruines de Golconde et à la cité des morts - Indoustan I
- 1878 : Voyage au pays des brahmes II
- 1883 : Voyage au pays du Hatschisch III
- 1876 : Voyage au pays de la Liberté : la vie communale aux États-Unis
- 1879 : Voyage aux rives du Niger, au Bénin et dans le Borgou I
- 1880 : Voyage aux pays mystérieux. Du Bénin au pays des Yébous ; chez les Yébous - Tchadé II
- 1883 : Voyage au pays des singes III
- 1881 : Voyage au pays des fakirs charmeurs
- 1884 : Voyage au pays des palmiers
- 1884 : Voyage humoristique au pays des kangourous I
- 1884 : Voyage dans le buisson australien II
- 1889 : Voyage au pays des Jungles. Les Femmes dans l'Inde
- 1875 : Trois mois sur le Gange et le Brahmapoutre. Écrit par Madame Louis Jacolliot née Marguerite Faye
- 1878 : Taïti, le crime de Pitcairn, souvenirs de voyages en Océanie
- 1876 : La Côte d'Ebène. Le dernier des négriers I
- 1877 : La Côte d'Ivoire. L'homme des déserts II
- 1877 : La Cité des sables. El Temin III
- 1883 : Les Pêcheurs de nacre IV
- L'Afrique mystérieuse I, II, III (1877) ; I, II, III, IV (1884)
- 1887 : Les Mangeurs de feu[7]
- 1888 : Vengeance de forçats
- 1888 : Les Chasseurs d'esclaves
- 1888 : Le Coureur des jungles
- 1890 : Les Ravageurs de la mer
- 1893 : Perdus sur l'océan
- 1880 : Les Mouches du coche
- 1888 : Le Crime du moulin d'Usor
- 1890 : L'Affaire de la rue de la Banque. Un mystérieux assassin
- 1890 : Scènes de la vie de mer. Le capitaine de vaisseau
- 1890 : Un Policier de génie. Le mariage de Galuchon
- 1891 : Scènes de la vie de mer. Mémoires d'un lieutenant de vaisseau
- 1892 : L'Affaire de la rue de la Banque. Le Père Lafouine
- 1869 : La vérité sur Taïti. Affaire de la Roncière
- 1883 : Ceylan et les Cinghalais
- 1884 : La Genèse de la terre et de l'humanité I
- 1884 : Le Monde primitif, les lois naturelles, les lois sociales II
- 1884 : Les Animaux sauvages